# Place du Tertre
La Place du Tertre (letteralmente "della collinetta") è una pittoresca piazza alberata ubicata nel XVIII arrondissement di Parigi, nel quartiere di Montmartre a pochi passi dalla Église Saint-Pierre de Montmartre e dalla più nota basilica del Sacro Cuore. Con quest'ultima ed il locale del Lapin Agile è il simbolo stesso della collina parigina. Essa è ubicata ad un'altezza di 130 metri rispetto al livello della città di Parigi ed ha la caratteristica di essere il punto di ritrovo di pittori e caricaturisti che eseguono ritratti per i turisti, i quali frequentano numerosissimi la piazza, che ospitò anche le case di Picasso e Utrillo. È raggiungibile, oltre che attraverso la normale viabilità che collega il quartiere con il resto della città, anche attraverso la Rue du Calvaire, una delle caratteristiche scalinate che connotano Montmartre.

Su di essa si affaccia l'antico ristorante À la Mère Catherine fondato nel 1793. Qui, secondo la tradizione, nacque il termine "bistrot". Si narra infatti che, nel 1814, dei cosacchi russi si fermarono in questo locale durante un soggiorno a Parigi. Essi, ordinando da bere, incitavano gli osti a fare presto, urlando così "bystro!" (in cirillico "быстро !", che vuol dire appunto "presto, veloci"). Oggi per bistrot si intende dunque una trattoria, anche se l'origine del nome è ancora controversa.
Vicino alla piazza si trova l'Espace Dalì, la più grande collezione dedicata all'artista in Francia, con più di trecento opere, tra sculture e disegni.

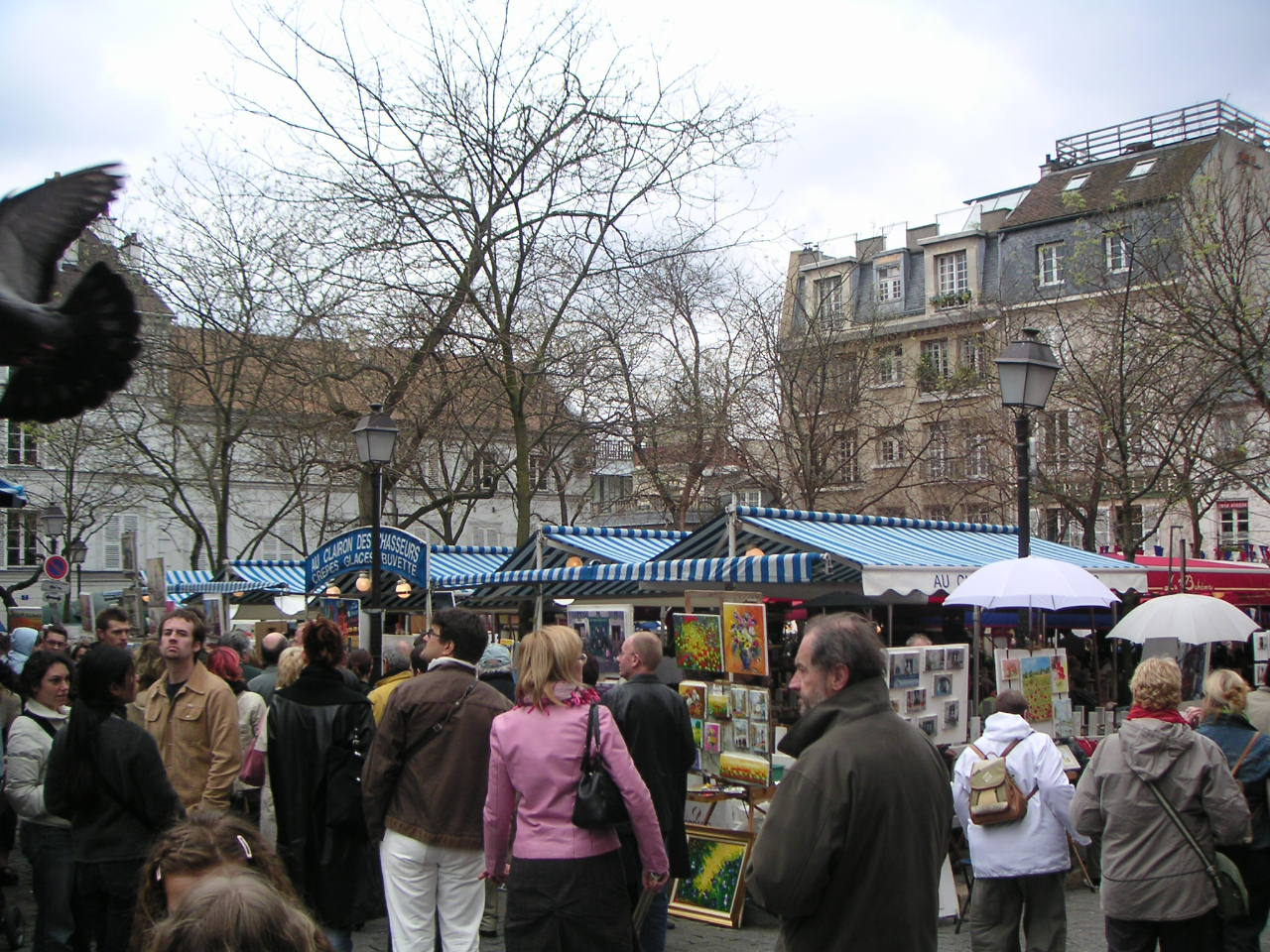
La piazza
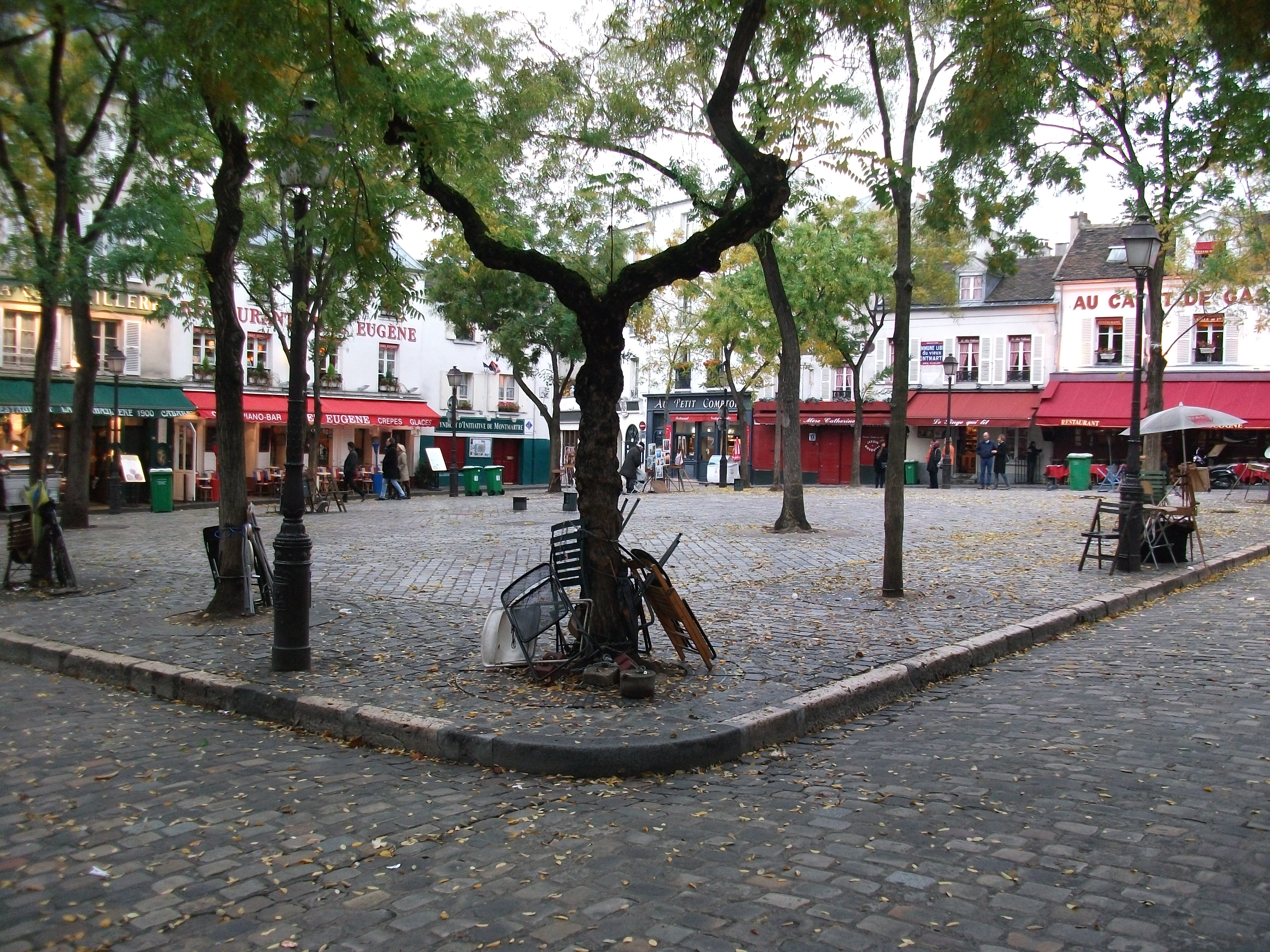
La piazza a novembre
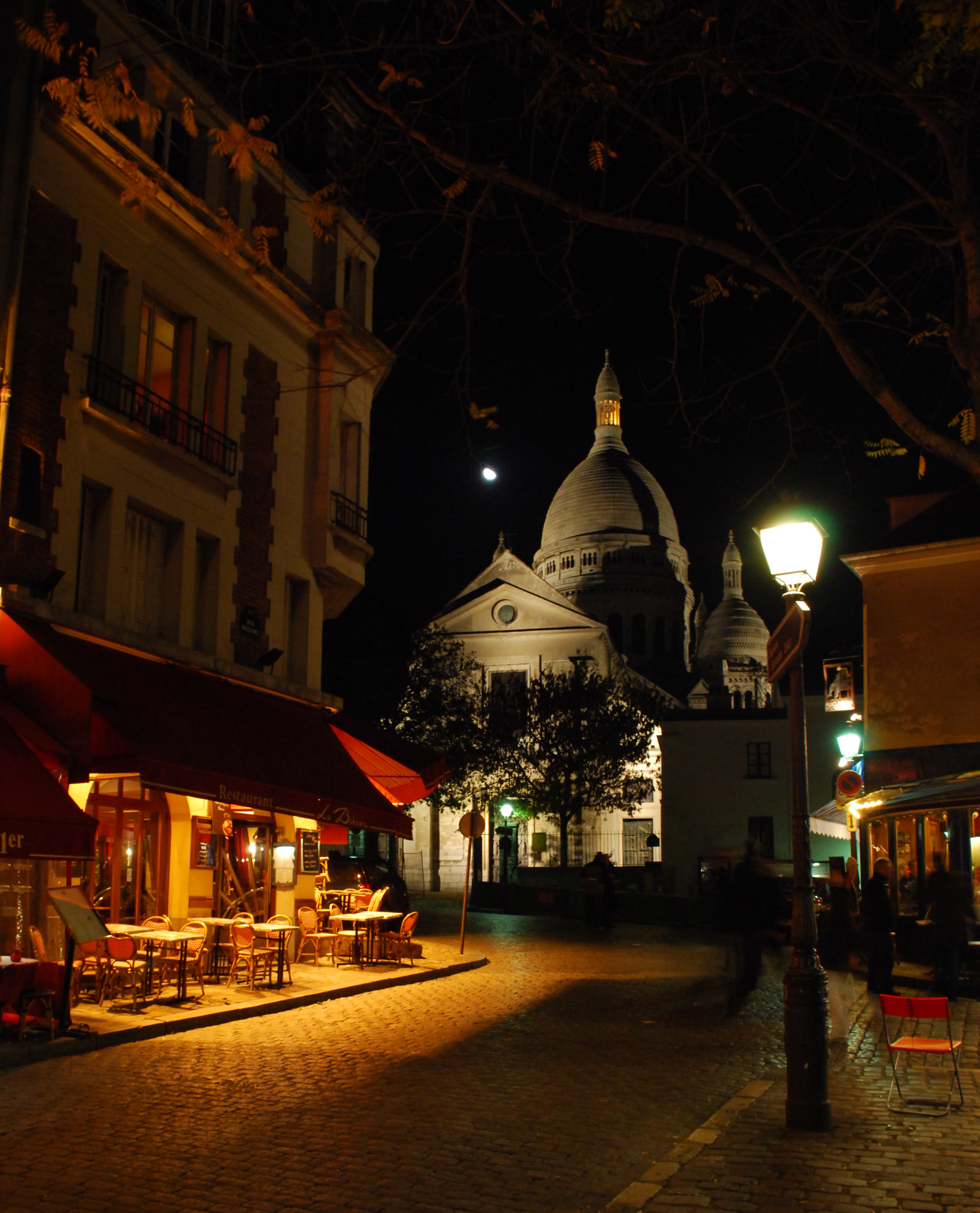
Veduta del Sacro Cuore dalla piazza (in primo piano la facciata di San Pietro di Montmartre)
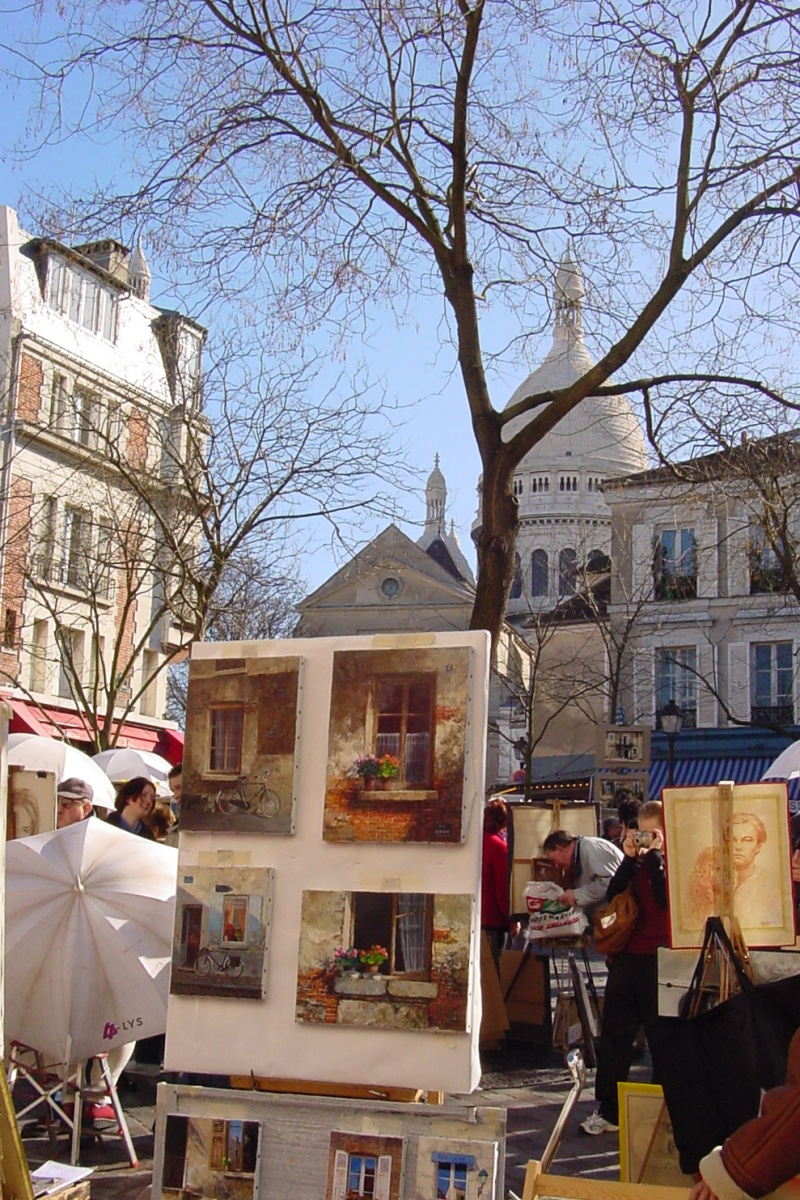
La piazza oggi
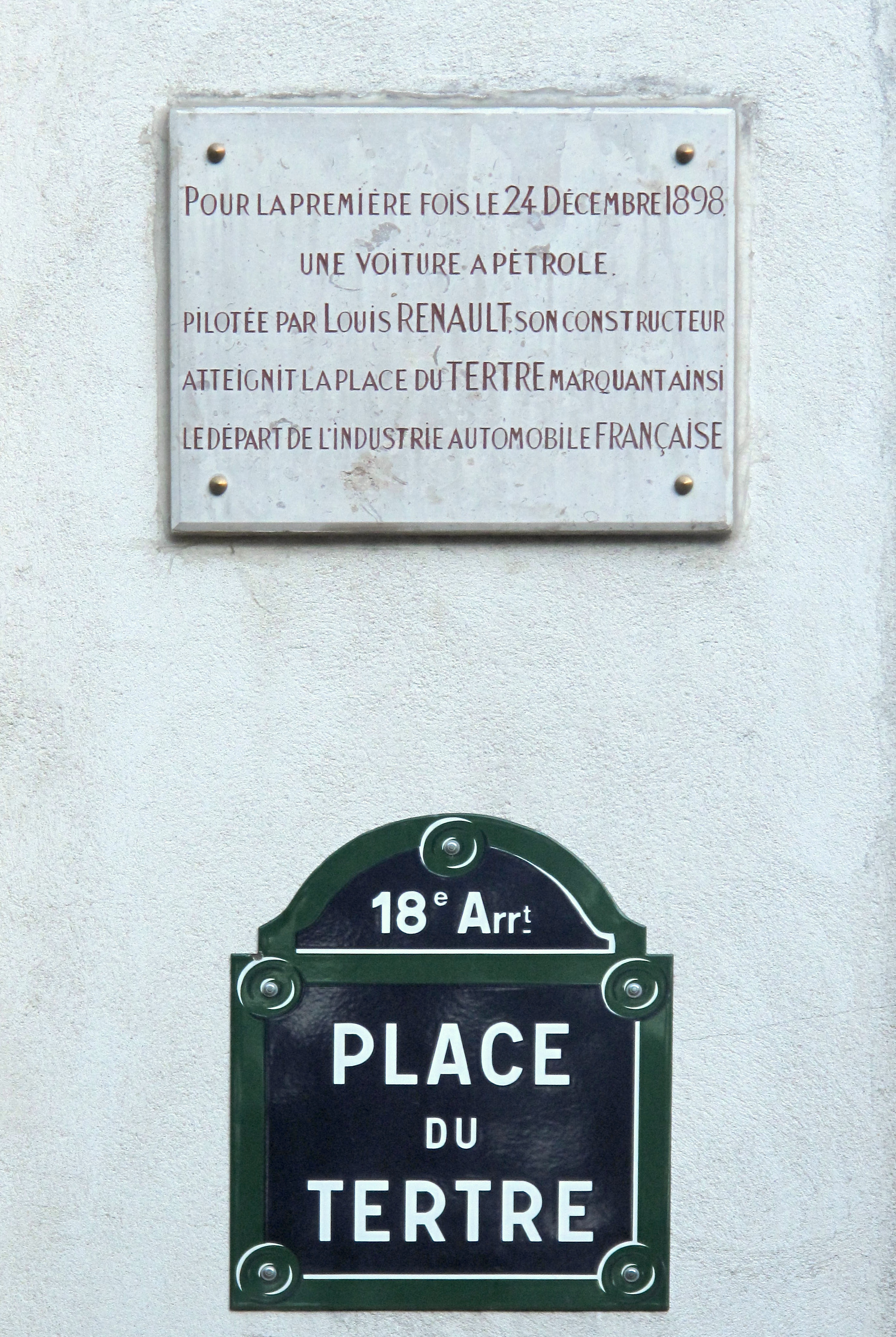
Targa commemorativa dell'arrivo della prima automobile francese nella piazza
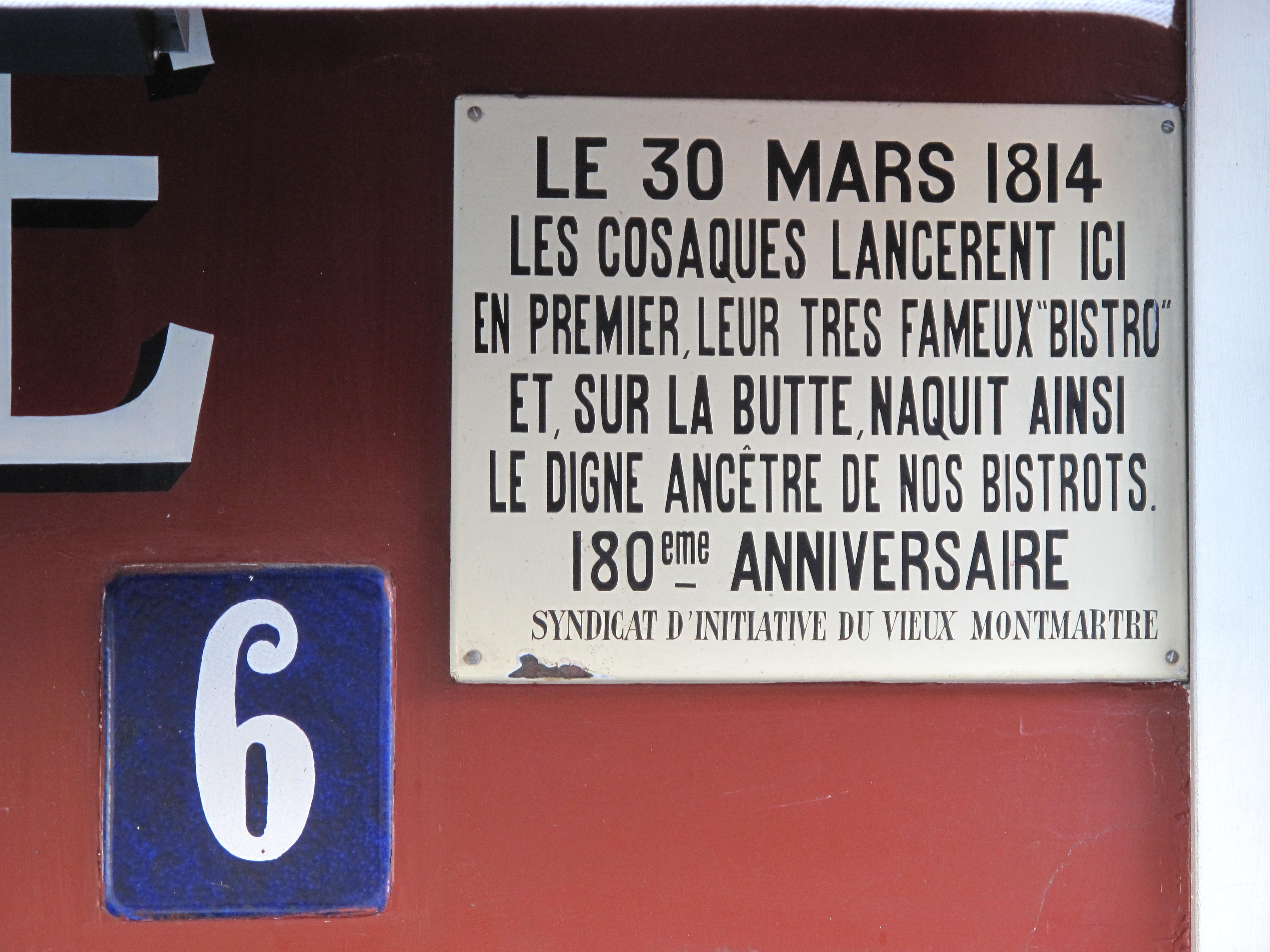
Targa commemorativa dell'origine del bistrot
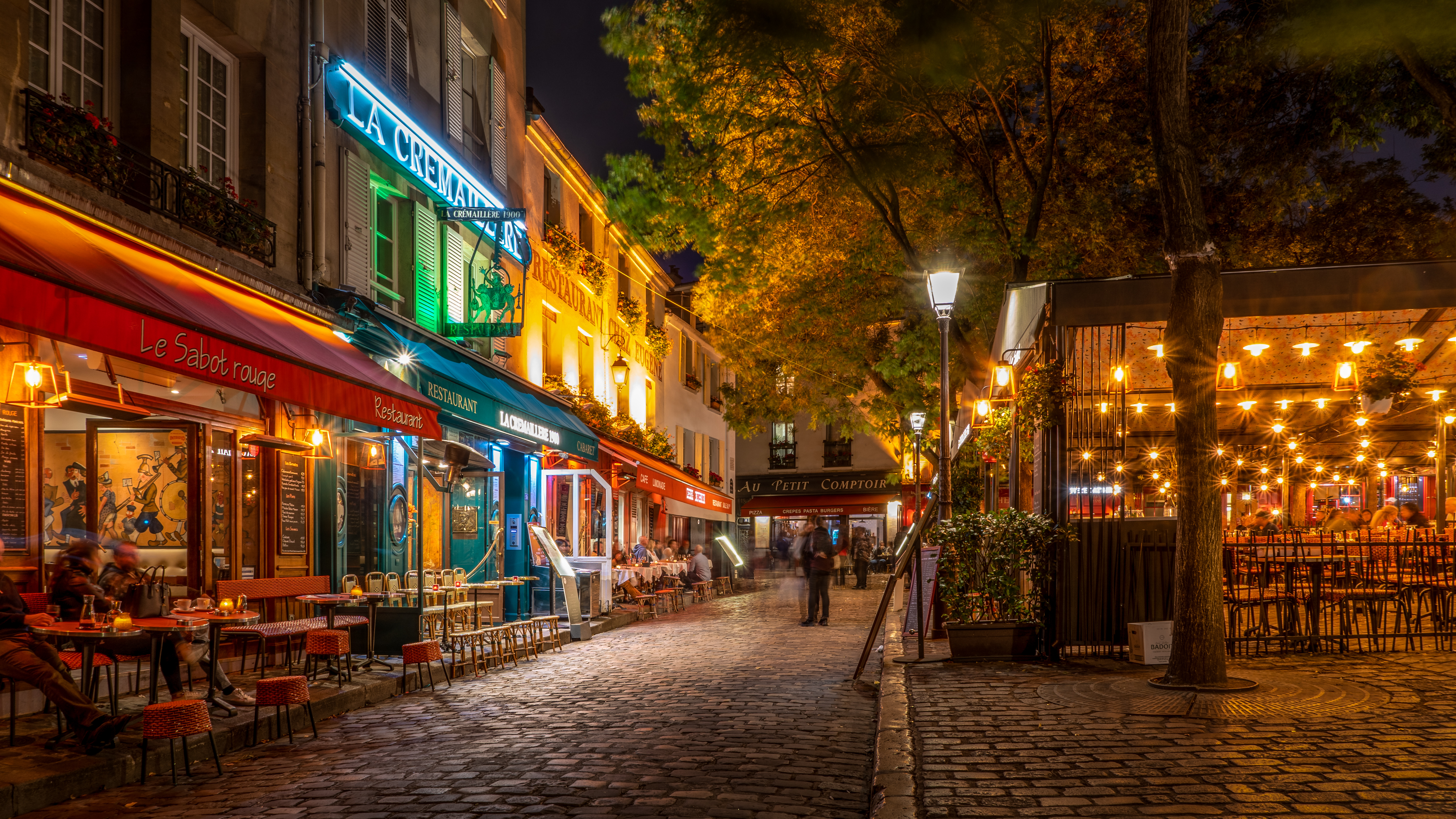

## Trasporti
Vi si accede dalle stazioni Abbesses e Anvers e tramite la funicolare di Montmartre.